# Propolis lugubris
Propolis lugubris är en svampart som beskrevs av Speg. 1888. Propolis lugubris ingår i släktet Propolis och familjen Rhytismataceae.   Inga underarter finns listade i Catalogue of Life.